# ترفل سوبوت
ترفل سوبوت (بالبولندية: Trefl Sopot) هو فريق كرة سلة بولندي للمحترفين تأسس في سنة 2009 يقع مقره في سوبوت. ينافس في الدوري البولندي لكرة السلة.

## الإنجازات
- الدوري البولندي لكرة السلة:

2011–12
2013–14
- كأس بولندا لكرة السلة (2):

2012، 2013
- كأس السوبر البولندية لكرة السلة (2):

2013، 2014

## أبرز اللاعبين
من أبرز اللاعبين الذين لعبوا معه:
- جيدريوس جستاس
- لورينزا هارينغتون
- فونتيجو كامينغز
- ووكاش كوشاريك
- ساروناس فاسيليوسكاس

## أبرز المدربين
من أبرز المدربين الذين دربوه:
- كارليس مويجنيكس

## وصلات خارجية
- الموقع الرسمي